# ویلهلم براسه
ویلهلم براسه (۳ دسامبر ۱۹۱۷- ۲۳ اکتبر ۲۰۱۲) عکاس حرفه‌ای لهستانی و زندانی در اردوگاه آشویتس در طول جنگ‌ جهانی دوم بود.
براسه نژاد اتریشی-لهستانی داشت. او عکاسی را در استودیو عمه‌اش در کاتوویتسه آموخت. پس از تهاجم آلمان به لهستان در سال ۱۹۳۹ و اشغال شهر ژویتس، که محل زندگی براسه بود، او توسط افسران اس‌اس  بازجویی شد. براسه از اعلام وفاداری به هیتلر سر باز زد و سوگند یاد نکرد؛ به همین دلیل به مدت سه ماه زندانی شد. براسه پس از آزادی، سعی کرد که به مجارستان بگریزد و عضو ارتش لهستان در فرانسه شود؛ با اینحال او در مرز لهستان-اتریش دستگیر، و به اردوگاه آشویتس منتقل شد..
براسه در بخشی از اردوگاه به کار گرفته شد که مسئول عکاسی از زندانیان و دیگر وقایع اردوگاه مانند بخش آزمایش‌های انسانی بود. طبق تخمین براسه، در طی سالهای ۱۹۴۰ تا ۱۹۴۵، او حدود چهل تا پنجاه هزار عکس از زندانیان گرفت. سپس براسه به اردوگاه دیگری منتقل،‌ و در مه ۱۹۴۵ توسط قوای امریکایی آزاد شد.
بعضی از عکس‌های براسه در موزه یا بنا‌های یادبود هولوکاست نگهداری می‌شود؛ مانند ید وشم. با اینحال بیشتر عکاس‌های او از بین رفته هست.

## زندگینامه
ویلهم براسه در ۳ دسامبر ۱۹۱۷ متولد شد. اجداد او از نسل اتریشی‌های ساکن ژویتس، و مادرش لهستانی بود. پدر براسه از سربازان لهستان در طی جنگ شوروی و لهستان بود. 
پس از تهاجم آلمان به لهستان در سال ۱۹۳۹، حزب نازی، براسه را تحت فشار قرار داد تا به جناح آنها ملحق شود. با اینحال براسه از این‌ کار سر باز زد و به همین دلیل مکررا توسط گشتاپو بازجویی می‌شد. براسه کوشید تا ازطریق مجارستان، به فرانسه متواری شود؛ با اینحال در مرز لهستان- مجارستان دستگیر، و به مدت چهار ماه زندانی شد؛ ولی باز هم از اعلام وفاداری به هیلتر سر باز زد. بنابراین در ۳۱ اوت ۱۹۴۰ به اردوگاه آشویتس منتقل شد که اخیرا دایر شده بود.
براسه به دلیل «تسلط به زبان آلمانی» و «مهارت عکاسی»، توسط رودلف هوس، فرمانده اردوگاه، به کار در آنجا مقرر شد و مسئول ثبت اطلاعات زندانیان در «واحد احراز هویت و عکاسی»(Erkennungsdienst) بود. 
پس از یک سال و نیم، براسه با یوزف منگله دیدار کرد. منگله عکس‌های براسه را پسندید و او را مسئول عکسبرداری از زندانیان تحت آزمایش‌های انسانی کرد.
پس از ورود قوای شوروی به لهستان، براسهبه همراه هزاران نفر از زندانیان آشویتس، به اردوگاه ایبنزی منتقل شد که زیرمجموعه اردوگاه کار اجباری ماوتهاوزن بود. (آخرین منطقه‌ای که تحت کنترل رژٰیم نازی بود). براسه تا هنگام آزادی توسط قوای آمریکایی در آنجا زندانی بود. 
براسه پس از آزادی و بازگشت به خانه‌اش در  ژویتس، دیگر نتوانست در حرفه عکاسی مشغول شود؛ چرا که مدام به یاد عکاسی در آشویتس و قربانیان آنجا می‌افتاد. او عکاسی را  کنار گذاشت و کسب‌وکار سوسیس سازی خود را دایر کرد و در آن موفق شد. او در سن ۹۴ سالگی در ژویتس درگذشت.